# Isla Nair
Nair es el nombre de una pequeña isla del Océano Atlántico frente al Parque Nacional Banco de Arguin (Banc d'Arguin), que está ubicada en África occidental y que pertenece al país de Mauritania.
Está deshabitada y es frecuentada por diversas especies de aves.